# Василевський Андрій Андрійович
Андрій Андрійович Василевський (рос. Андрей Андреевич Василевский; 25 липня 1994, м. Тюмень, Росія) — російський хокеїст, воротар. Виступає за «Тампа-Бей Лайтнінг» у Національній хокейній лізі.
Вихованець хокейної школи «Салават Юлаєв» (Уфа). Виступав за «Толпар» (Уфа), «Салават Юлаєв» (Уфа), «Сірак'юс Кранч» (АХЛ).
В чемпіонатах НХЛ — 16 матчів, у турнірах Кубка Стенлі — 2 матчі.
У складі національної збірної Росії учасник чемпіонату світу 2014 (2 матчі). У складі молодіжної збірної Росії учасник чемпіонатів світу 2012, 2013 і 2014. У складі юніорської збірної Росії учасник чемпіонатів світу 2010, 2011 і 2012.

## Досягнення
- Чемпіон світу (2014)
- Срібний призер молодіжного чемпіонату світу (2012), бронзовий призер (2013, 2014)
- Бронзовий призер юніорського чемпіонату світу (2011).

## Нагороди
- Нагорода Олексія Черепанова (2014) — найкращий новачок КХЛ
- Орден Пошани — 2014
- Володар Трофею Везіни — 2019
- Володар Кубка Стенлі — 2020, 2021.
- Приз Конна Сміта — 2021.
- Перша команда всіх зірок НХЛ — 2021.
- Друга команда всіх зірок НХЛ — 2025.